# Damjan Bohar
Damjan Bohar (sinh 18 tháng 10 năm 1991 ở Mačkovci) là một tiền vệ bóng đá Slovenia, thi đấu cho Zagłębie Lubin ở Ekstraklasa.

## Bàn thắng quốc tế
Bàn thắng và kết quả của Slovenia được để trước.
| #  | Ngày               | Địa điểm                                  | Đối thủ | Bàn thắng | Kết quả | Giải đấu                    |
| -- | ------------------ | ----------------------------------------- | ------- | --------- | ------- | --------------------------- |
| 1. | 6 tháng 9 năm 2020 | Sân vận động Stožice, Ljubljana, Slovenia | Moldova | 1–0       | 1–0     | UEFA Nations League 2020–21 |

## Danh hiệu
Maribor
- Slovenian PrvaLiga (3): 2013–14, 2014–15, 2016–17
- Cúp bóng đá Slovenia (1): 2015–16
- Siêu cúp bóng đá Slovenia (2): 2013, 2014